# Antiga fàbrica de gel
L'Antiga fàbrica de gel és un edifici del municipi de Figueres (Alt Empordà) protegit com a bé cultural d'interès local.
És un edifici localitzat vora la plaça de la Palmera, en el front del carrer Eres de Vila junt a la fàbrica del gas, i l'escorxador. Tot i la rehabilitació, s'ha mantingut la seva estructura. Tres pisos ordenats tant en vertical com en horitzontal. Verticalment les obertures són simètriques, tot i ser diferents. A la planta baixa són finestres imitació d'arcs escarsers amb motllura blanca al voltant. Al primer pis alternança de balcons i finestres. La planta golfes té finestres més petites que les dels dos pisos anteriors. De l'edifici cal destacar la porta d'accés, en arc escarser i amb un emmarcament amb carreus important, amb encoixinat de pedra i dues pilastres a cada costat que arriben fins a la motllura que separa el primer del segon pis.